# Тетрафтороборат меди(II)
Тетрафтороборат меди(II) — неорганическое соединение,
комплексная соль меди, бора и плавиковой кислоты
с формулой Cu[BF4]2,
синие кристаллы,
растворяется в воде,
образует кристаллогидраты.

## Получение
- Растворение карбоната меди в тетрафтороборной кислоте:

{\displaystyle {\mathsf {CuCO_{3}+2H[BF_{4}]\ {\xrightarrow {}}\ Cu[BF_{4}]_{2}+CO_{2}\uparrow +H_{2}O}}}

## Физические свойства
Тетрафтороборат меди(II) образует синие, очень гигроскопичные кристаллы.
Растворяется в воде, метаноле и этаноле.
Образует кристаллогидрат состава Cu[BF4]2•6H2O.